# José Ramírez Conde
José Ramírez Conde (* 24. September 1940 in Baní; † 1987 in Santo Domingo) war ein dominikanischer Maler und Karikaturist.
Ramírez studierte an der Escuela Nacional de Bellas Artes und war Schüler von Paúl Giudicelli und Jaime Colson. Seine erste Einzelausstellung hatte er 1966 in der Kunstgalerie Olimpia. Seine Gemälde finden sich in Galerien und Sammlungen u. a. in Frankreich, China, Russland und Kuba. Im Palacio de Bellas Artes in Santo Domingo, in Mirador del Sur und San Francisco de Macorís schuf er mehrere Wandgemälde. Mehrfach war er Preisträger der Biennalen der Escuela Nacional de Bellas Artes. Ramírez gehörte der Künstlergruppe El Puño an.